# Pfarr- und Wallfahrtskirche Maria-Anzbach

Katholische Pfarr- und Wallfahrtskirche Unsere Liebe Frau als Mutter der Barmherzigkeit in Maria-Anzbach

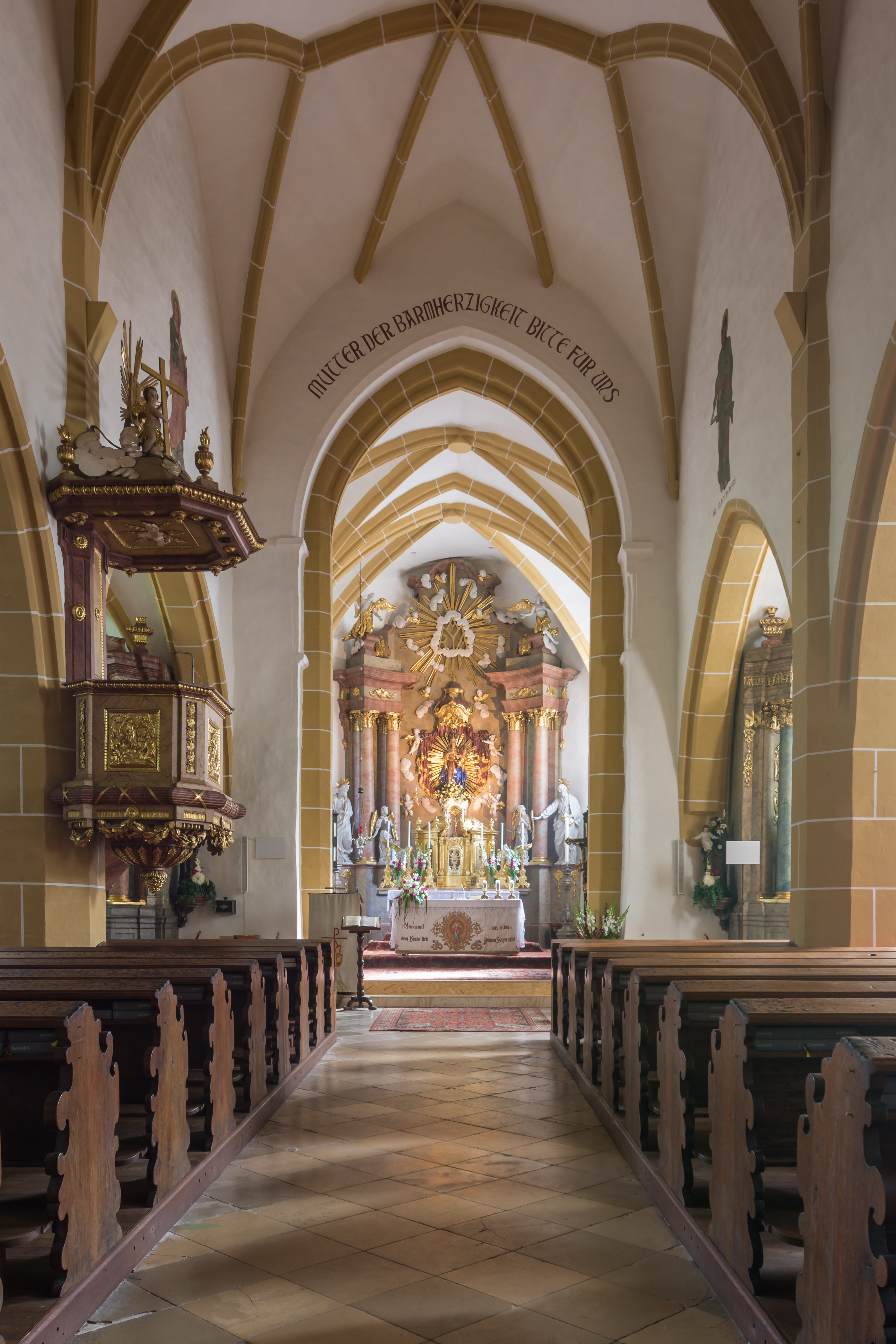
Im Mittelschiff des Langhauses zum Chor

Die Pfarr- und Wallfahrtskirche Maria-Anzbach steht in einem ummauerten Plateau im Zentrum des Ortes der Marktgemeinde Maria Anzbach im Bezirk St. Pölten-Land in Niederösterreich. Die auf das Patrozinium Unsere Liebe Frau als Mutter der Barmherzigkeit geweihte römisch-katholische Pfarr- und Wallfahrtskirche gehört zum Dekanat Neulengbach der Diözese St. Pölten. Die Kirche und der ehemalige ummauerte Friedhof stehen unter Denkmalschutz (Listeneintrag).

## Geschichte

### Erbauung und erste Aufzeichnungen
Die Pfarr- und Wallfahrtskirche Zur Mutter der Barmherzigkeit ist eine Wehrkirche und wurde im 15. Jahrhundert erbaut. Es wird angenommen, dass die Herren von Amicinesbach, welche 1203 ausstarben, eine Kirche errichten ließen. Sichere Kunde von einem Pfarrer erhalten wir aus dem Jahr 1311.

### Erster Türkensturm
1529 wurde die Kirche von den Türken total zerstört. 100 Jahre später, im Jahr 1629 wurde die Kirche mit Wehrturm (50 Meter) als Wehrkirche adaptiert.
Am Feste Maria Geburt 1677, hielt der kaiserliche Hofprediger Abraham a Sancta Clara in der Pfarr- und Wallfahrtskirche die berühmt gewordene Predigt „Der glückliche Fischzug aus Anzbach“.

### Zweiter Türkensturm
1683 brachte der zweite Türkensturm wieder große Zerstörung in den Ort. Die Kirche blieb dank einer erloschenen Fackel die in die hölzerne Kanzel geworfen wurde, unbeschadet. Die erloschene Fackel ist in der Kirche in einem Glaskästchen zu sehen.

### Wallfahrtsort
Die Marienwallfahrt in Anzbach ist seit 1472 nachgewiesen.
Nach der Pestzeit 1683, die eine der schlimmsten Folgen der Türkeneinfälle war, wurde das Gebiet fast ausgerottet. In dieser Zeit entstanden die jährlichen Wallfahrten der Orte Ollern und Langenrohr, die noch heute eingehalten werden. Die Pest-Exvoto-Bildnisse, die Marmortafeln und zwei Wachskerzen bestätigen dies.

### 20. und 21. Jahrhundert
In den Jahren von 1977 bis 1982 wurden der Innenraum der Kirche, sämtliche Figuren, die Kanzel und die Martinikapelle restauriert. Im Jahr 2009 fand eine neuerliche Restaurierung des Innenraums der Kirche statt. Dabei wurden neben einer Vergrößerung der Orgelempore, auch die Bänke im Hauptschiff (aus der Zeit um 1630) generalsaniert bzw. die Bänke in den Seitenschiffen neu angefertigt.
Bei einem Festgottesdienst am 25. Oktober 2015 wurde der neue Volksaltar, im neu gestalteten Altarraum geweiht und der neue Ambo gesegnet. Die Weihe des neuen Altares nahm der St. Pöltner Diözesanbischof Klaus Küng vor.

## Architektur

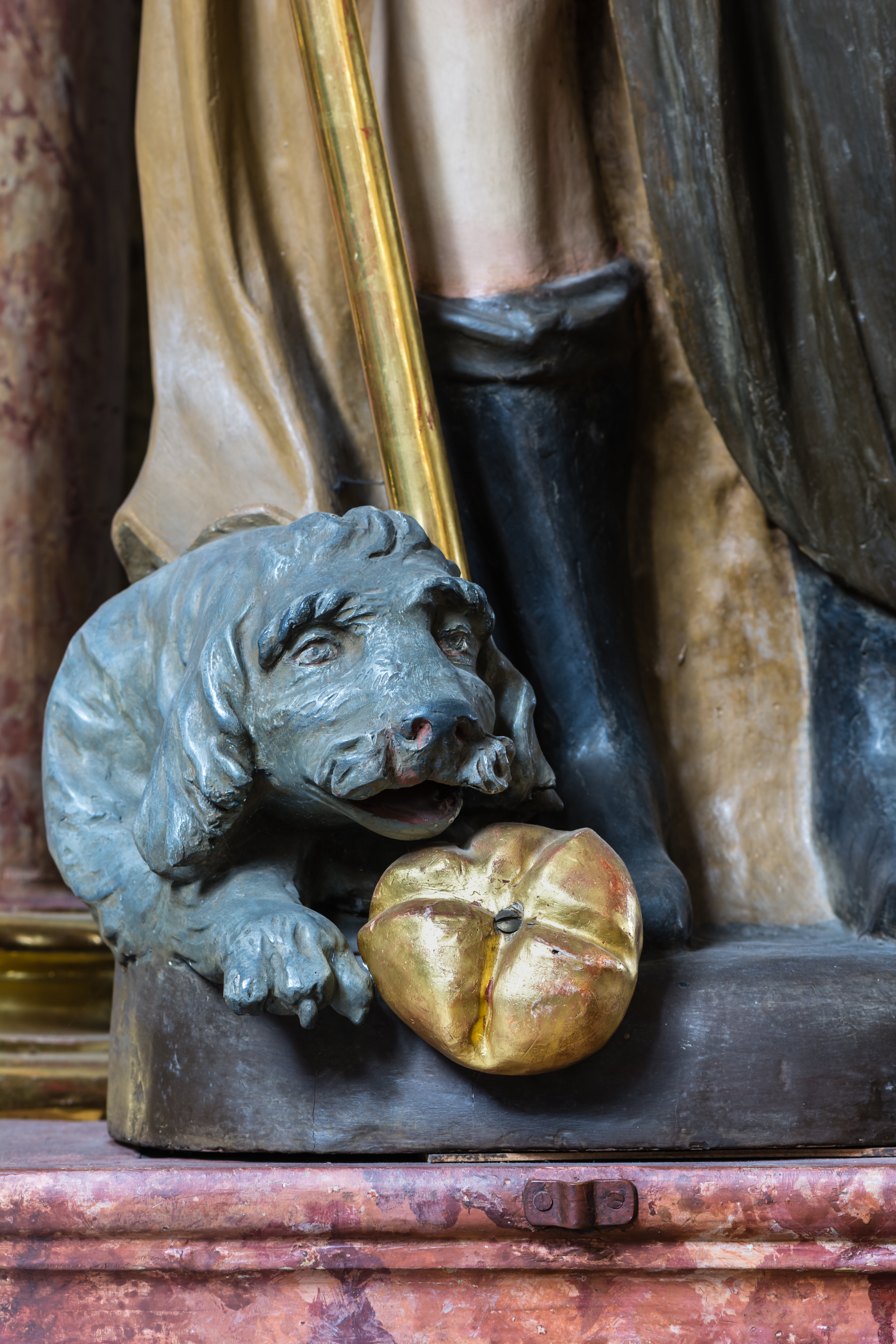
Detail aus der Statue des hl. Rochus

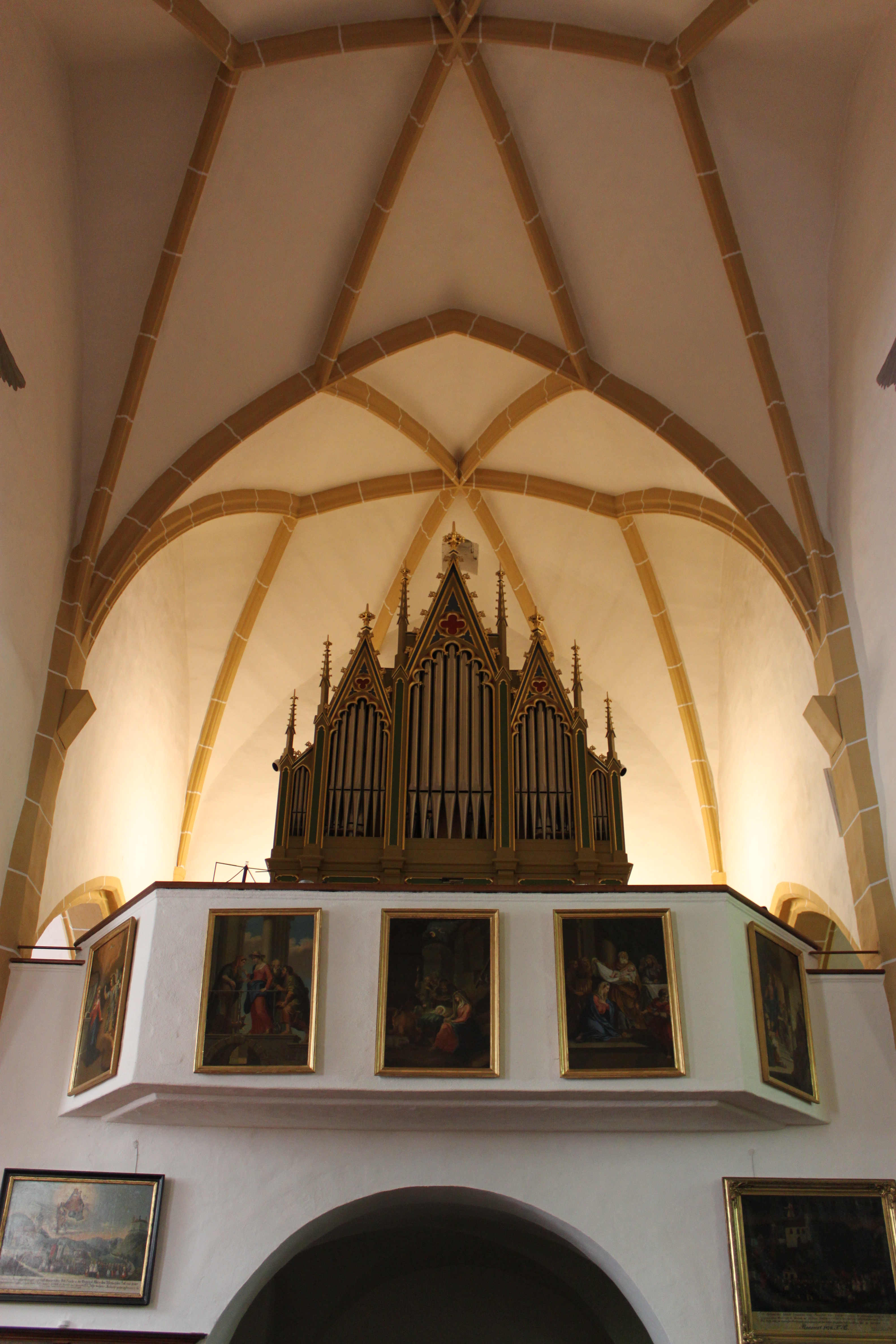
Empore und Prospekt der Orgel

Die Kirche ist ein dreischiffiger vierjöchiger Staffelbau aus der 2. Hälfte des 15. Jahrhunderts, mit Stein- und Rippengewölben. Das Nord- und Südportal sind spätgotisch und weisen die Jahreszahlen 1468 und 1491 auf, außerdem die gotische Inschrift über dem nördlichen, außen „Mater Misericordie 1471“, Mutter der Barmherzigkeit. An der südwestlichen Außenecke, neben dem Turm, sehen wir noch die Giebelmauer der Kirche mit einem langen Hauptschiff aus dem 14. Jahrhundert.

## Ausstattung
Der barocke Hochaltar wurde 1771 errichtet. Mittelpunkt ist die fast lebensgroße Gnadenstatue. Sie stammt aus der ersten Hälfte des 15. Jahrhunderts und ist aus Holz gearbeitet. Seltsamerweise hat sie alle Kriegswirren und die Zerstörung der Kirche 1529 überdauert.
Auf dem Hochaltar befinden sich noch 4 Holzplastiken. Links: der hl. Erzengel Michael und der hl. Josef. Rechts: der hl. Erzengel Raphael und der hl. Joachim.
Im Presbyterium sind an den Wänden Kunstschätze angebracht. Links: der hl. Leopold (gotisch), am Presbyteriumpfeiler innen der Reliquienschrein mit der erloschenen Türkenfackel und außen der hl. Antonius. Rechts innen, Reliquienschrein mit unbekannten Reliquien und außen der hl. Josef.
Die Seitenaltäre wurden 1785 aus anderen Kirchen übertragen. Der rechte Kreuzaltar zeigt ein geschnitztes Kruzifix mit dem Gekreuzigten, zur Seite seine Mutter Maria und seinen Lieblingsjünger Johannes. Der linke Seitenaltar zeigt in der Mitte den hl. Sebastian, rechts von ihm den hl. Rochus und links den hl. Florian.
1790 wurde vom Tischler Franz Kraft eine neue Kanzel samt Stiege angefertigt.

### Orgel
Die Orgel wurde 1990/1991, unter Beibehaltung des neugotischen Prospekts, durch die Oberösterreichische Orgelbauanstalt Kögler neu errichtet. Die Orgel verfügt über folgende Disposition:
| I Hauptwerk C–g3 |            |       |
| 1.               | Bourdon    | 16′   |
| 2.               | Principal  | 8′    |
| 3.               | Flöte      | 8′    |
| 4.               | Octav      | 4′    |
| 5.               | Spitzflöte | 4′    |
| 6.               | Octav      | 2′    |
| 7.               | Mixtur     | 1 ⁄3′ |
| 8.               | Trompete   | 08′   |

| II Schwellwerk C–g3 |                 |    |
| 9.                  | Viola           | 8′ |
| 10.                 | Gedackt         | 8′ |
| 11.                 | Principal Flöte | 4′ |
| 12.                 | Fugara          | 4′ |
| 13.                 | Octav           | 2′ |
| 14.                 | Mixtur          | 1′ |
| 15.                 | Cornett III     |    |
| 16.                 | Oboe            | 8′ |
|                     | Tremulant       |    |

| Pedal C–f1 |               |     |
| 17.        | Subbaß        | 16′ |
| 18.        | Principal Baß | 08′ |
| 19.        | Flötenbaß     | 08′ |
| 20.        | Octavbaß      | 04′ |
| 21.        | Posaunenbaß   | 16′ |
| 22.        | Trompetenbaß  | 8′  |

Koppeln: MK II-I; PK I-P, PK II-P

### Glocken
Der Turm beherbergt 5 Glocken – 4 davon wurden 1945 geweiht, die Vorgänger mussten für Kriegszwecke im Zweiten Weltkrieg abgeliefert werden und nur die Neunerin blieb wegen ihres schönen Klanges in den beiden Weltkriegen verschont.

## Martinikapelle

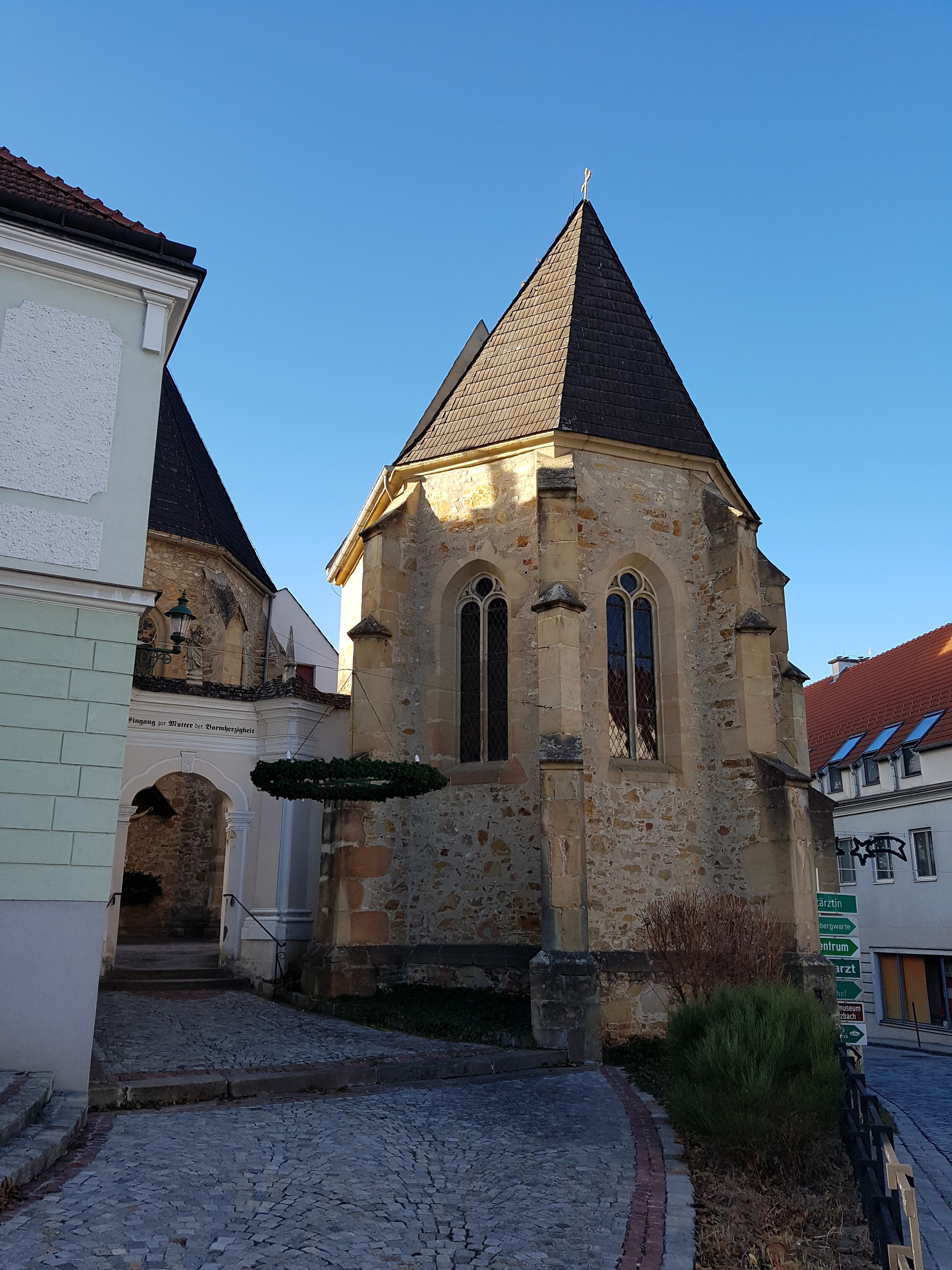
Martinikapelle, Ostansicht vom Marktplatz

Die Pfarr- und Wallfahrtskirche ist weithin durch die Merkwürdigkeit bekannt, dass hier fast zwei fast gleiche Presbyterien finden, ein freistehendes über dem alten Beinhaus (Martinikapelle) und das eigentliche mit dem Hochaltar in der Pfarrkirche. Die Martinikapelle befindet sich rechts vom Eingang in den ehemaligen Friedhof, der rund um die Kirche angelegt war. Diese Kapelle ist ein gotischer Bau aus der Zeit um 1400 und hat an der der Kirche zugewandten Seite einen sehenswerten gotischen Erker. Im Karner der Kapelle sind die Gebeine aus dem aufgelassenen Friedhof aufbewahrt.

## Ehemalige Pfarrer
Die längste Amtsdauer eines Pfarrers war die von Anton Artner, sie dauerte von 1858 bis 1906. Seit 2000 ist Erzdechant Wilhelm Schuh Pfarrer von Maria Anzbach.
- Walther in Entzesbach 1311
- Kilian im 15. Jahrhundert
- Christofen um 1562
- Nicolaus Cutigius um 1611
- Georg Hiendl verst.19. November 1626
- Johann Greinwald 1638–1645
- Maximilian v. Hennegau 1645–1649
- Johann Chrysost.Golitius 1649–1656
- Georg Arthueber 1656–1658
- Christian Ernst Korneritz 1658–1666
- Malachias Praumiller OCist 1666–1670 (dann Abt von Wilhering)
- Nicolaus Farkahs 1672–1674
- Narcißus Romanus Rotwang 1674–1680
- Johann Pichler 1680–1682
- Michael Werz 1682–1684
- Thomas Antoni 1684–1689
- Franz Bichler 1689–1712
- Petrus Morten 1712–1728
- Johann Ernst Koller 1729–1742
- Michael Schöberl 1742–1761
- Christoph Schiechl 1761–1777
- Barthol. Tourneller 1777–1800
- Th. Wurm 1800–1814
- Valentin Kirsch 1814–1830
- Anton Hößler 1830–1858
- Anton Artner 1858–1906
- Josef Bach 1906–1914
- Michael Müller 1914–1933
- Johann Sitte 1934–1961
- Johann Fischer 1961–2000
- Wilhelm Schuh seit 2000[6]